# Тысяча дюжин
Тысяча дюжин (англ. The One Thousand Dozen) — рассказ американского писателя Джека Лондона, входящий в сборник рассказов Мужская верность (другое название Вера человека), опубликованный в 1904 году.

## Сюжет
Сюжет рассказа повествует о предприимчивом энтузиасте Дэвиде Расмунсене, решившим разбогатеть спекуляцией цен на яйца. Он принимается доставить тысячу дюжин яиц в Доусон, которая по его подсчетам должна принести пять тысяч долларов. В очень тяжелых условиях проходит путь Расмунсена от Сан-Франциско до Доусона. В нем он сталкивается со множеством препятствий и трудностей, терпит голод и обморожение. По прибытии в Доусон оказывается, что все яйца во время дороги испортились, после чего главный герой заканчивает жизнь самоубийством.